# Kościół Wszystkich Świętych w Northampton
Kościół Wszystkich Świętych (ang. All Saints' Church) – barokowa świątynia anglikańska, znajdująca się w angielskim mieście Northampton. 19 stycznia 1952 wpisana do rejestru zabytków jako zabytek klasy I.

## Historia
Wcześniejszy kościół pod wezwaniem Wszystkich Świętych, wzniesiony w XI wieku, został zniszczony podczas wielkiego pożaru miasta w 1675 roku, ocalała jedynie wieża i krypta pod prezbiterium. Po tragedii król Karol II przekazał tysiąc ton drewna na odbudowę. Projekt świątyni sporządził miejscowy architekt Henry Bell, który prawdopodobnie wzorował się na stylu Christophera Wrena. Budowę ukończono w roku 1680. W 1712 nad wejściem, w podzięce za pomoc w odbudowie, ustawiono posąg Karola II.

## Architektura
Świątynia barokowa, trójnawowa. Nad środkowym przęsłem nawy głównej na czterech kolumnach wznosi się kopuła, a w nawach bocznych znajdują się empory. Do fasady dostawiony portyk z rzeźbą króla Karola II. Nad portykiem znajduje się zegar z 1829 autorstwa Johna Brianta.
W kaplicy Matki Bożej znajduje się witraż z 1928 roku, powstały w zakładzie Percy Bacon & Brothers dla upamiętnienia ofiar I wojny światowej. Przedstawia on Chrystusa Pocieszyciela oraz postaci świętych: triumfującego Jerzego, Mikołaja trzymającego statek, Michała Archanioła z mieczem i Łukasza, patrona lekarzy.
Organy zachodnie wykonano w 1982 roku wg. projektu Nicholasa Kynastona w zakładzie J. W. Walker & Sons Ltd wykorzystaniem trzech rejestrów ze starszego instrumentu. W 2021 zostały odremontowane przez przedsiębiorstwo Williama Drake’a. Instrument w prezbiterium powstał w warsztacie Alfreda Monka w 1893 roku, a w 1939 został rozbudowany przez firmy Hill & Son oraz Norman & Beard. Pierwotnie znajdował się on w kościele prezbiteriańskim św. Andrzeja w Bournemouth, po jego desakralizacji przeniesiono go w obecne miejsce w 2006 roku. Trzecie organy znajdują się w kaplicy Matki Bożej, wykonano je w warsztacie J. W. Walker & Sons Ltd w tym samym czasie co organy zachodnie.
Na wieży zawieszonych jest 10 dzwonów, odlanych w 2006 roku w zakładzie Taylors Eayre & Smith Ltd w Loughborough.

## Galeria

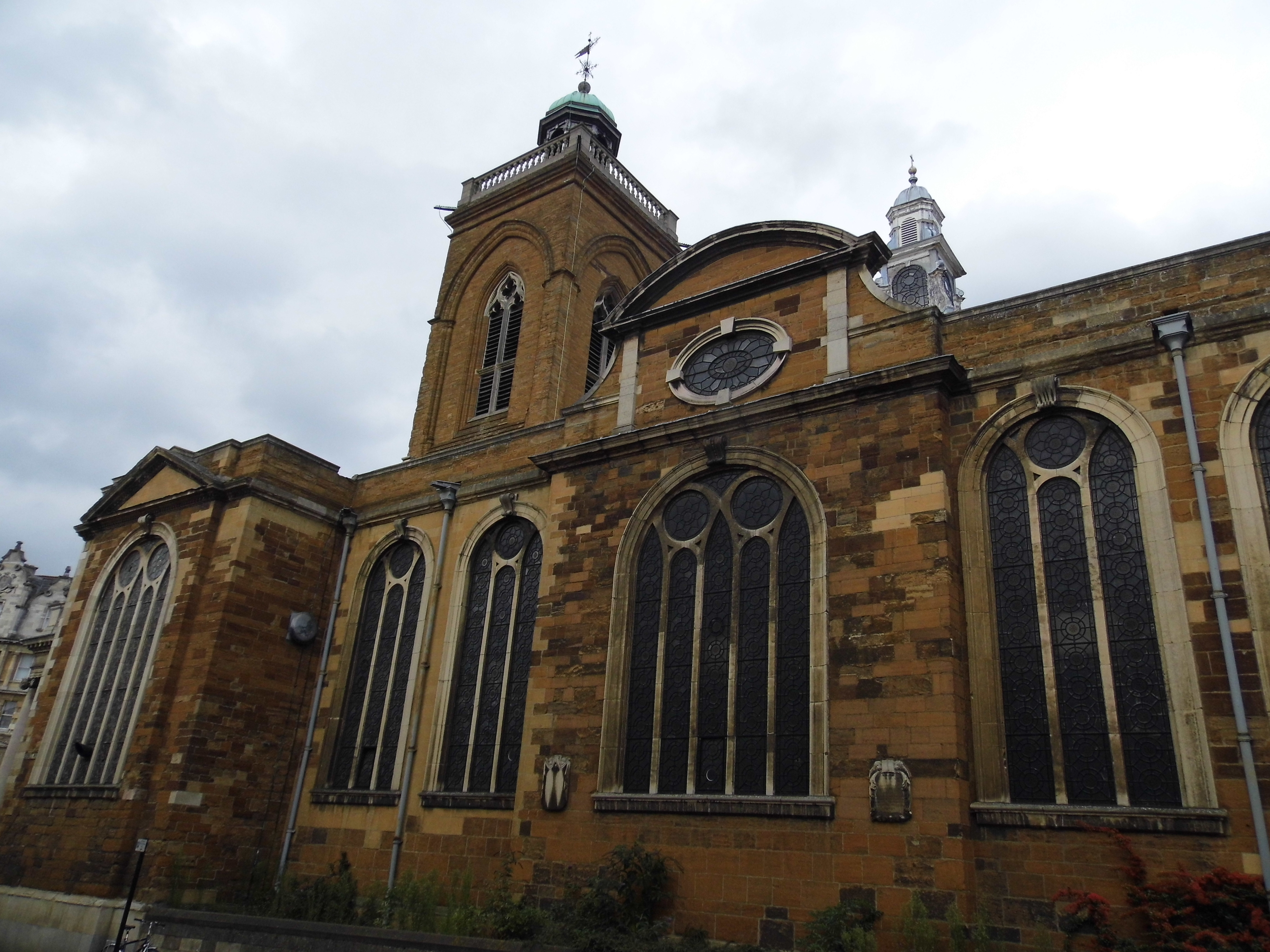
Południowa elewacja
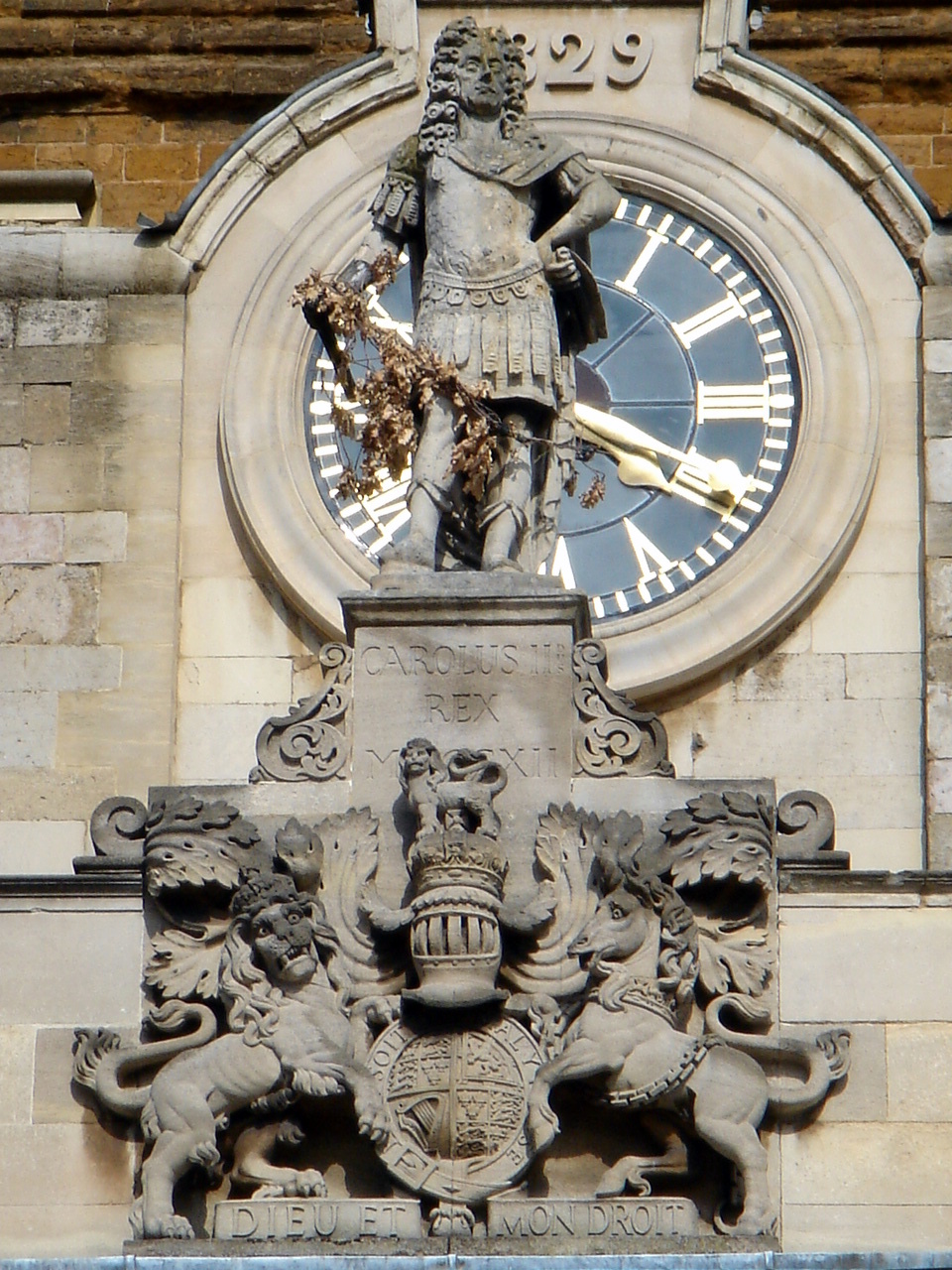
Figura Karola II
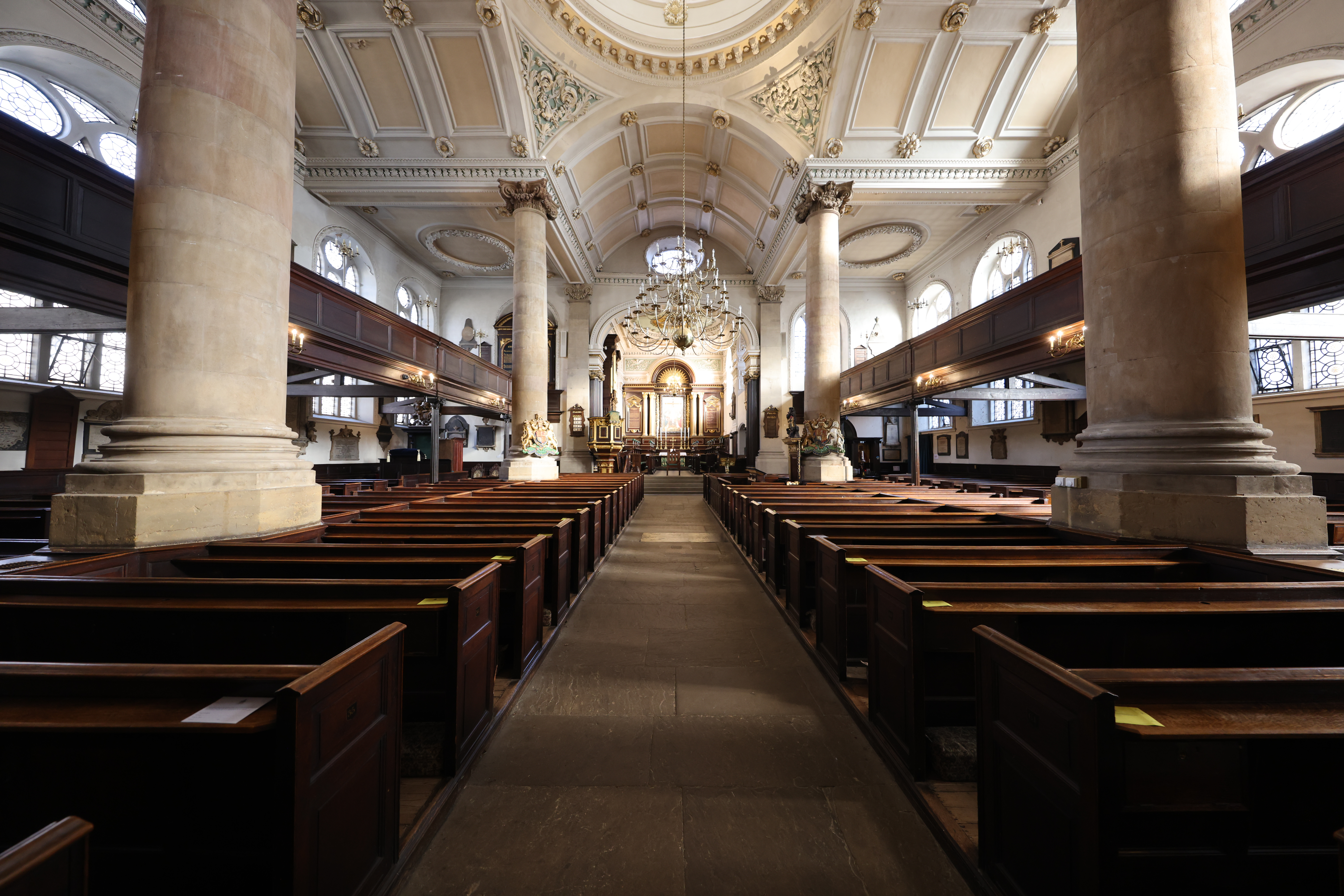
Wnętrze, widok w stronę ołtarza
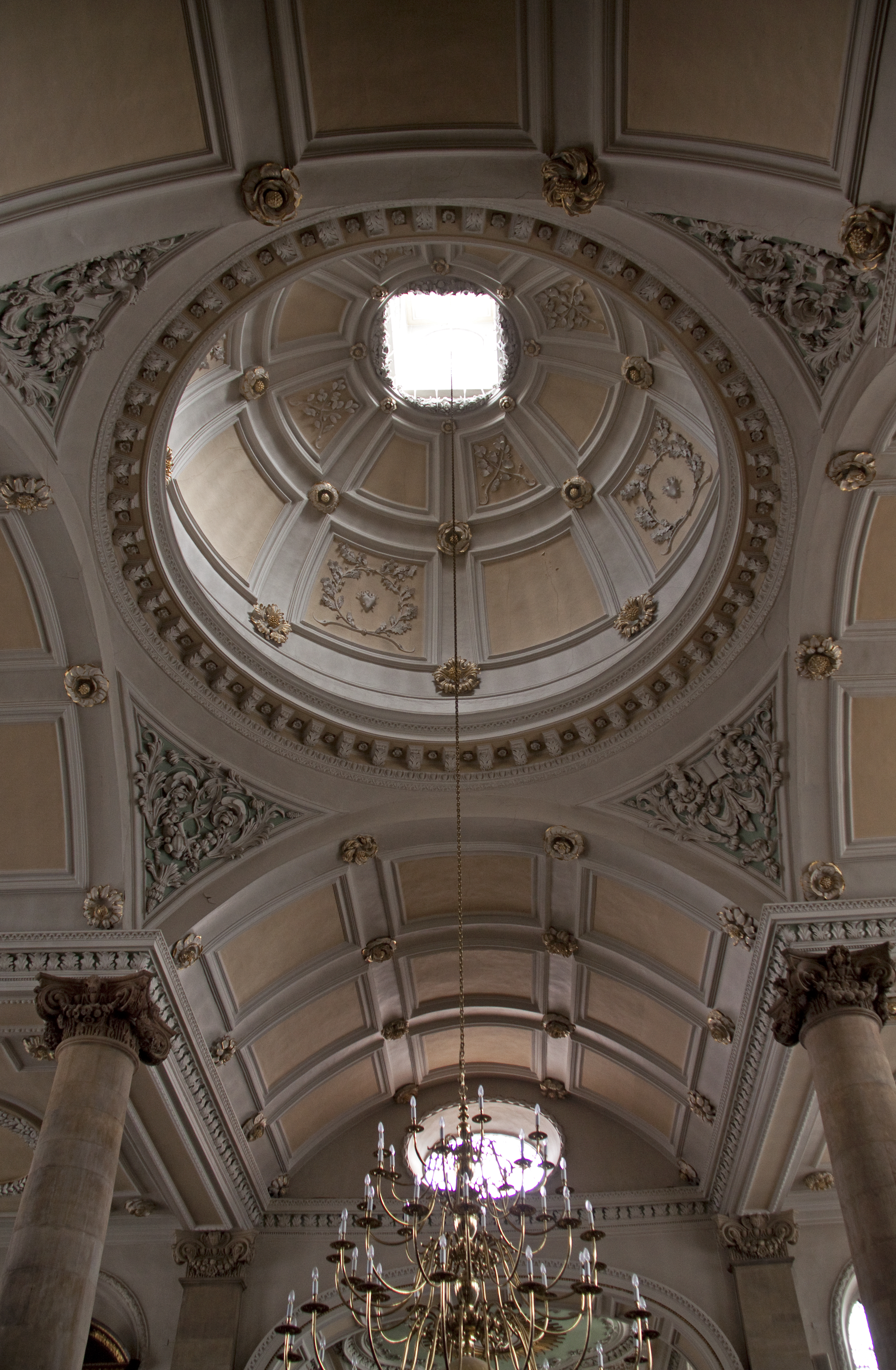
Kopuła
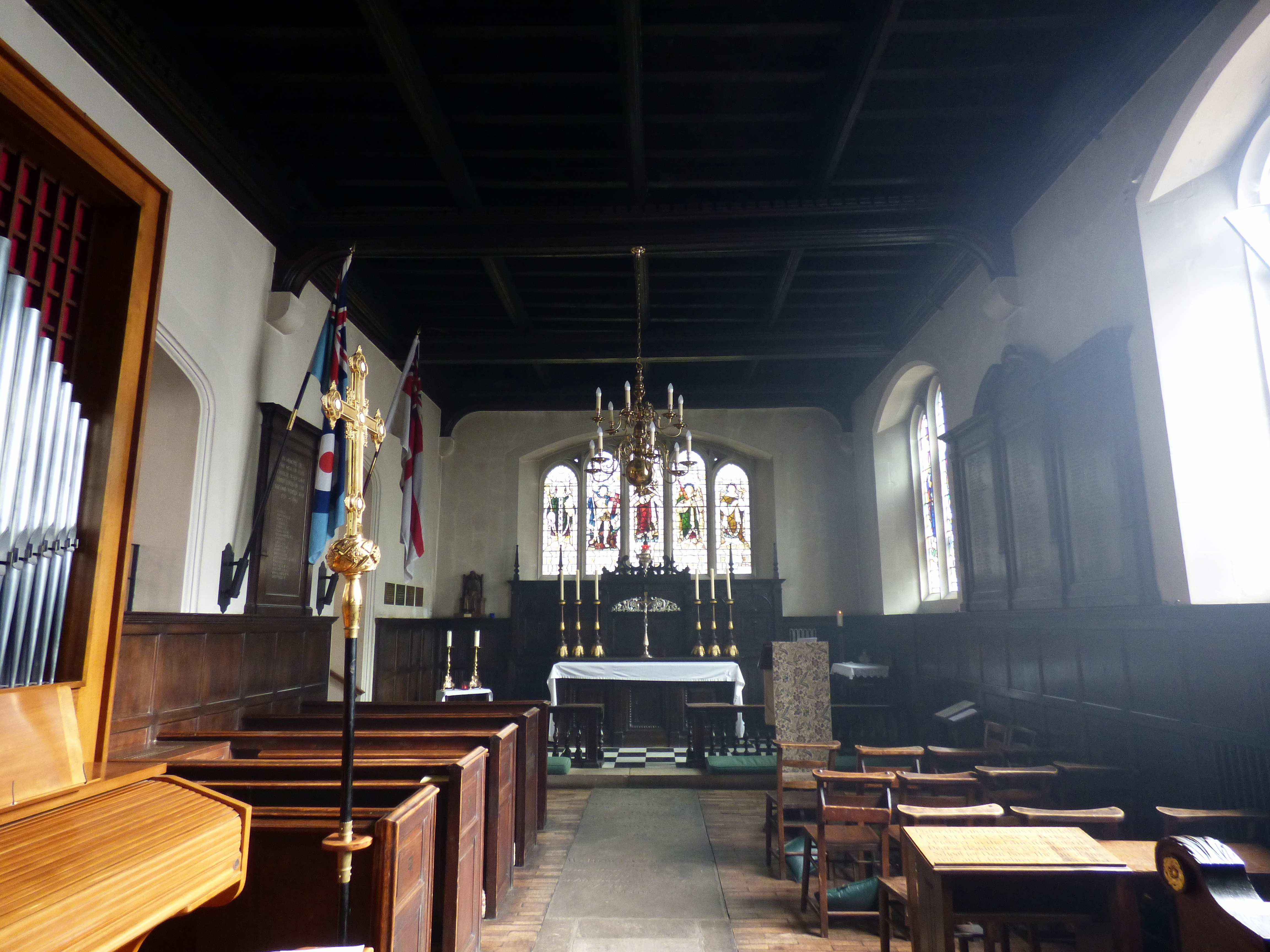
Kaplica Matki Bożej
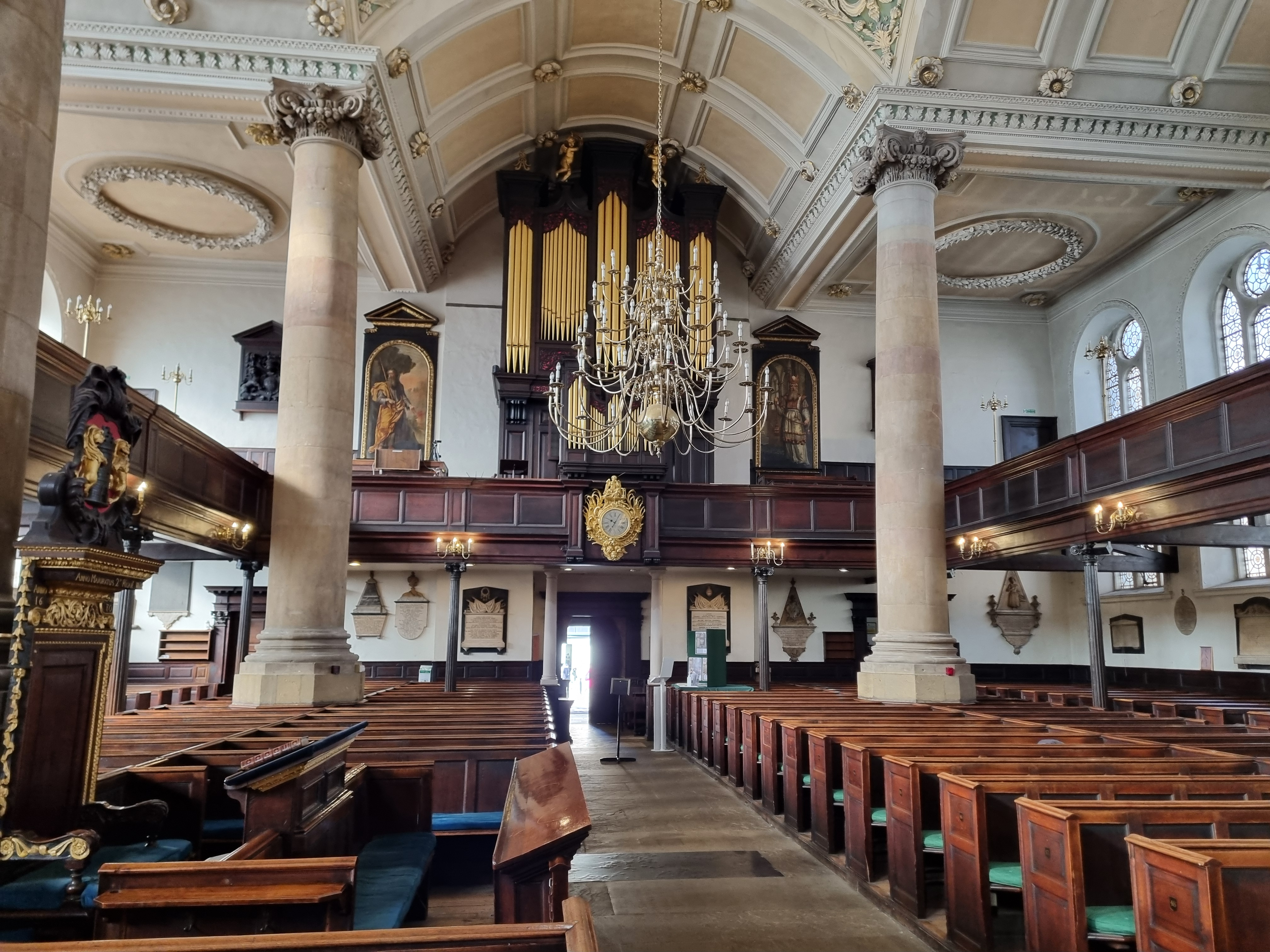
Wnętrze, widok w stronę wejścia